# Spreitenbach
Spreitenbach es una ciudad y comuna suiza del cantón de Argovia, situada en el distrito de Baden. Limita al norte con la comuna de Würenlos, al noreste con Oetwil an der Limmat (ZH), al este y sureste con Dietikon (ZH), al sur con Bergdietikon y Bellikon, al suroeste con Remetschwil, y al noroeste con Killwangen.

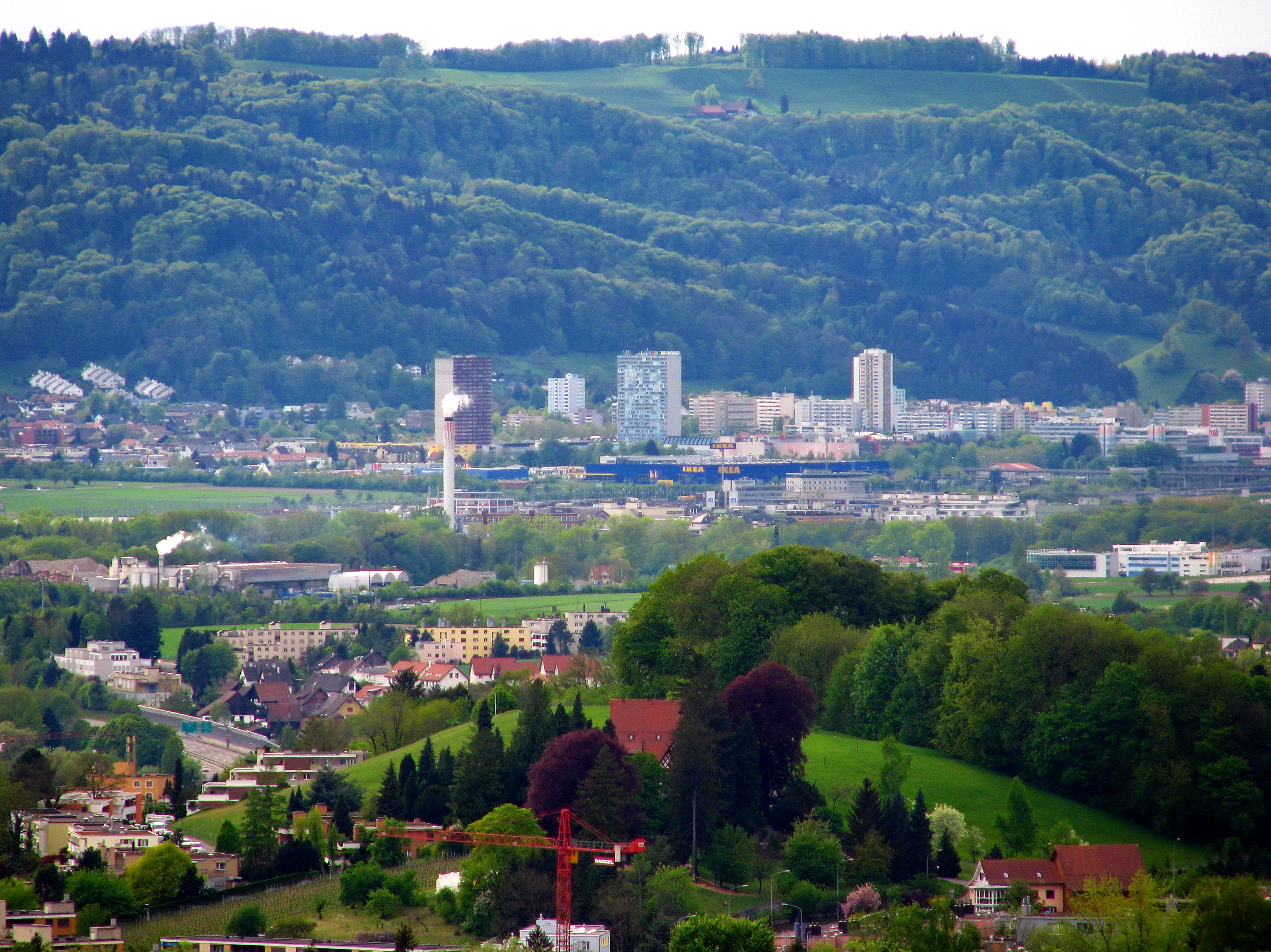
Vista de Spreitenbach.